# Budín (geomorfologický podcelek)
Budín je geomorfologický podcelek v pohoří Oravská Magura. Jeho nejvyšším bodem je vrch Budín (1222 m n. m.).

## Vymezení
Budín je jedním ze tří podcelků Oravské Magury. Nachází se ve východní části pohoří. Od centrálně položené Kubínské hole ho odděluje sedlo Príslop (807 m n. m.). Severním směrem leží Oravská kotlina s Oravskou přehradou, západně pokračuje pohoří Kubínskou hoľou a jižním sousedem je Oravská vrchovina. 

## Významné vrcholy
- Budín (1222 m n. m.) – nejvyšší vrch podcelku
- Šubovka (1128 m n. m.)
- Magurka (1107 m n. m.)[2]